# Ilene Beckerman
Ilene Beckerman (nacida el 15 de junio de 1935 en Nueva York, Estados Unidos) es una escritora estadounidense que inició su carrera literaria a los 60 años, tras haber sido ejecutiva en una agencia de publicidad. Es autora de Love, Loss, and What I Wore (1995), obra adaptada al teatro en 2008 por Nora Ephron y Delia Ephron, y desde entonces ha publicado varias memorias ilustradas.

## Primeros años de vida
Ilene Beckerman nació en 1935 y creció en Manhattan, Nueva York, durante las décadas de 1940 y 1950. Durante su infancia vivió con su abuela, una figura fundamental en su vida, cuya influencia se refleja en el tono íntimo y nostálgico de su obra más reconocida.

## Carrera
Beckerman no comenzó su carrera como escritora hasta que tenía casi 60 años, después de haber llegado a ser vicepresidenta de una agencia de publicidad. Su periodismo ha aparecido en el The New York Times, Los Angeles Times y Ladies' Home Journal.
En 1995, a la edad de 60 años, Beckerman publicó Love, Loss, and What I Wore, que Publishers Weekly llamó una "pequeña y cautivadora autobiografía ilustrada para adultos... un comentario irónico sobre las presiones que las mujeres enfrentan constantemente para verse bien".
En 2011, publicó La mujer más inteligente que conozco, un relato de su vida con su abuela, Ettie Goldberg, con quien vivió después de que murió su madre.

## Obras seleccionadas
- Amor, pérdida y lo que vestí (1995)[3]
- La mujer más inteligente que conozco (2011)[3]
- Madre de la novia[3]
- Cambios de imagen en el Mostrador de Belleza de la Felicidad[3]
- Lo que hacemos por amor[3]

## Vida personal
Cuando tenía 12 años, su madre murió y se fue a vivir a Manhattan con sus abuelos, quienes tenían una tienda de dulces en Madison Avenue, entre las calles 64 y 65.
En 1955, a los 20 años, Beckerman se casó con su profesor de sociología de Boston, 17 años mayor que ella. El matrimonio duró poco y terminó en divorcio. Se casó de nuevo y tuvo seis hijos, uno de los cuales murió en la infancia, y finalmente se divorciaron.
Beckerman vive en Bethlehem Township, Nueva Jersey, con su esposo Stanley.